# Lestes malabarica
Lestes malabarica är en trollsländeart som beskrevs av Fraser 1929. Lestes malabarica ingår i släktet Lestes och familjen glansflicksländor. Inga underarter finns listade i Catalogue of Life.